# ブロークダウン・パレス
『ブロークダウン・パレス』（原題: Brokedown Palace）は、1999年制作のアメリカ映画。ジョナサン・カプラン監督。クレア・デインズ、ケイト・ベッキンセイル、ビル・プルマンらが出演。

## 概要
卒業旅行でタイを訪れた2人のアメリカ人女子学生が、現地タイで知り合ったオーストラリア人で麻薬の運び屋から麻薬密輸の濡れ衣を着せられて、現地の刑務所に投獄されてしまう理不尽さを描いた映画。『ミッドナイト・エクスプレス』の女性版といえる作品である。タイトルの意味“崩壊した宮殿”とは、現地の刑務所を意味している。
プロデューサーのアダム・フィールズがタイを旅行した際、現地で多くのアメリカ人の若者が麻薬密輸という無実の罪を着せられて劣悪な環境の中で服役していることを知り、徹底的なリサーチを行い、映画化したものである。

## 登場人物
アリス・マラーノ
演 - クレア・デインズ
オハイオ州の高校生。濡れ衣を着せられて捕まってしまう。
ダーリーン・デイビス
演 - ケイト・ベッキンセイル
オハイオ州の高校生。大学へ進学する予定。濡れ衣を着せられて捕まってしまう。
ヘンリー・グリーン / “ヤンキー”・ハンク
演 - ビル・プルマン
アメリカ人の弁護士。
ロイ・ノックス
演 - ルー・ダイアモンド・フィリップス
アメリカの麻薬捜査局員。
ニック・パークス
演 - ダニエル・ラパイン
青年。アリスとダーリーンを囮にした。
ジャグリット
演 - ケイ・トン・リン
主任刑事。
ダグ・デイビス
演 - トム・アマンデス
ダーリーンの父親。

## キャスト
| 役名                   | 俳優                                  | 日本語吹替             |
| ---------------------- | ------------------------------------- | ---------------------- |
| アリス                 | クレア・デインズ                      | 冬馬由美               |
| ダーリーン             | ケイト・ベッキンセイル                | 三石琴乃               |
| “ヤンキー”・ハンク     | ビル・プルマン                        | 森田順平               |
| ロイ・ノックス         | ルー・ダイアモンド・フィリップス      | 大滝寛                 |
| ニック・パークス       | ダニエル・ラパイン                    | 佐久田修               |
| ダグ・デイビス         | トム・アマンデス                      | 仲野裕                 |
| ヨン・グリーン         | ジャクリーン・キム                    | 日野由利加             |
| ベス・アン・ガーデナー | エイミー・グレアム                    | 加藤優子               |
| ビル・マラーノ         | ジョン・ドウ                          | 大川透                 |
| ジャグリット           | ケイ・トン・リン                      | 田原アルノ             |
| 密使                   | ヘンリー・O                           | 長克巳                 |
| ウィライ               | ビューロー・クオ                      | 久保田民絵             |
| モントレー弁護士       | ジョーニー・ガンボー                  | 宝亀克寿               |
| ジャマイカ人           | バーニ・ターピン                      | 幸田夏穂               |
| イギリス人             | アマンダ・デ・キャドネット            | 児玉孝子               |
| ボーイ                 | レンシー・パディラ                    | 遠藤純一               |
| メガネの看守           | ソンスダ・チョティカスパ              | 鈴木紀子               |
| ジェイソン             | ポール・ウォーカー （クレジットなし） | 吉田孝                 |
| ファーブ               | チャド・トッドハンター                | 川島得愛               |
| タイ語通訳             | ユサナ・カウダン                      | 桜井チャーウィーウォン |

## 備考
- 本作の舞台はタイであるが、大半はフィリピンで撮影された。
- 本作はタイでは上映禁止となった[4]が、ロケ地となったフィリピンでも上映禁止となった。これは主演のクレア・デインズが「マニラには下水道がなくてゴキブリの臭いがする。腕や足、目や歯がない人がいる。」とか「不気味で気持ち悪い」などとフィリピンを侮辱する発言をした（クレア・デインズ#批判の項を参照）ためで、フィリピン政府は彼女の出演映画全てを上映禁止としたうえ、彼女をペルソナ・ノン・グラータに指定した[5]。その後、デインズは発言を撤回して謝罪したものの、フィリピン政府は「永久に許すつもりは無い」と言明しており[6]、未だに処分は解除されていない。彼女のこの発言には出演者のルー・ダイアモンド・フィリップスも不快感を露わにした（彼の母方はフィリピンの血を引いている）。